# Арагуа-де-Барселона
Арагуа-де-Барселона (исп. Aragua de Barcelona) — город на северо-востоке Венесуэлы, на территории штата Ансоатеги. Является административным центром муниципалитета Арагуа.

## История
Город был основан 20 февраля 1734 года губернатором провинции Нуэва-Андалусия доном Карлосом де Сукре и первоначально назывался Нуэстра-Синьора-де-Белен-де-Арагуа (Nuestra Señora de Belén de Aragua).

## Географическое положение
Арагуа-де-Барселона расположена на северо-западе центральной части штата, северо-западнее водохранилища Ла-Эстансия, на расстоянии приблизительно 66 километров к юго-юго-западу (SSW) от Барселоны, административного центра штата. Абсолютная высота — 99 метров над уровнем моря.

## Климат
Климат города характеризуется как тропический, с сухой зимой и дождливым летом (Aw в классификации климатов Кёппена). Среднегодовое количество атмосферных осадков — 1065 мм. Средняя годовая температура составляет 26,9 °C.

## Население
По данным Национального института статистики Венесуэлы, численность населения города в 2013 году составляла 33 464 человека.

## Транспорт
Через город проходит национальная автомагистраль № 13 (исп. Troncal 13).